# پارک سو یی
پارک سو یی (کره‌ای: 박소이؛ زادهٔ ۱۲ مارس ۲۰۱۲) بازیگر خردسال اهل کره جنوبی است. او حرفهٔ بازیگری خود را در مجموعه تلویزیونی معشوقه (۲۰۱۸) آغاز کرد و بیشتر به خاطر ایفای نقش در فیلم‌های ما را از شر دور کن (۲۰۲۰) و گرو (۲۰۲۰) شناخته می‌شود.

## فیلم‌شناسی

### مجموعه‌های تلویزیونی
| سال  | عنوان                       | عنوان                      | نقش                    | توضیحات               | منابع |
| سال  | فارسی                       | کره‌ای                      | نقش                    | توضیحات               | منابع |
| ---- | --------------------------- | -------------------------- | ---------------------- | --------------------- | ----- |
| ۲۰۱۸ | معشوقه                      | 미스트리스                 | کیم سانگ هی            | نقش مکمل              | [ ۱ ] |
| ۲۰۱۸ | خانم حمورابی                | 미스 함무라비              | دختر یونگ سو           | حضور افتخاری (قسمت ۸) |       |
| ۲۰۱۸ | اسکچ                        | 스케치                     | دختر شناگر             | حضور افتخاری (قسمت ۲) |       |
| ۲۰۱۸ | افسون شیطانی                | 마성의 기쁨                | جو کی بوم (کودکی)      | مهمان                 | [ ۲ ] |
| ۲۰۱۸ | رویارویی                    | 남자친구                   | دختری که عروسکش گم شده | حضور افتخاری (قسمت ۹) |       |
| ۲۰۱۹ | زندگی خصوصی او              | 그녀의 사생활              | سونگ دوک می (کودکی)    | نقش مکمل              | [ ۱ ] |
| ۲۰۱۹ | رویاهای مختلف               | 이몽                       | دختر ته جون            | مهمان                 |       |
| ۲۰۱۹ | کشور من                     | 나의 나라                  | سو یون (کودکی)         | مهمان                 | [ ۱ ] |
| ۲۰۲۰ | دو دو سل سل لا لا سل        | 도도솔솔라라솔             | گو رارا (کودکی)        | نقش مکمل              | [ ۱ ] |
| ۲۰۲۱ | او هرگز نخواهد فهمید        | 선배 그 립스틱 바르지 마요 | کانگ‌ها اون             | نقش مکمل              | [ ۱ ] |
| ۲۰۲۱ | موش                         | 마우스                     | چوی هونگ جو (کودکی)    | حضور افتخاری (قسمت ۱) | [ ۱ ] |
| ۲۰۲۱ | دانشکده حقوق                | 로스쿨                     | کانگ بیول              | نقش مکمل              | [ ۳ ] |
| ۲۰۲۱ | های کلس                     | 하이클래스                 | هوانگ جه این           | نقش مکمل              | [ ۴ ] |
| ۲۰۲۲ | زنان کوچک                   | 작은 아씨들                | اوه این جو (کودکی)     | مهمان                 |       |
| ۲۰۲۳ | توی نوزدهمین زندگیم می‌بینمت | 이번 생도 잘 부탁해        | جوانی بان جی اوم       | نقش مکمل              |       |
| ۲۰۲۴ | خانواده استثنایی            | 히어로는 아닙니다만        | بوک این آه دختر گی جو  | نقش مکمل              |       |